# Zapach (mechanika kwantowa)

Struktura cząstki omega składająca się z trzech kwarków dziwnych (z ang. strange). Kwarki S mają ten sam zapach, ale różne ładunki kolorowe

Mezon π^{+} (pion) złożony jest z kwarku u i antykwarku d. Pion jest najlżejszym mezonem. Rozpad naładowanych mezonów π odbywa się w oddziaływaniach słabych, prawie zawsze według schematu π^{+} → μ^{+}ν_{μ} (powstaje antymion i neutrino mionowe)

Zapach – jedna z liczb kwantowych przypisywanych elementarnym fermionom materii – kwarkom i leptonom. Nie ma on nic wspólnego poza nazwą z zapachami związków chemicznych (np. wyczuwanymi przez ludzi). Zapach identyfikuje rodzaj cząstki elementarnej lub jej przynależność do danej generacji cząstek – leptonów czy kwarków. Np. elektron ma inny zapach od neutrina, inny od mionu i od kwarka. Kwark u ma inny zapach niż kwark d. Natomiast dwa kwarki u zawsze mają ten sam zapach, niezależnie od ładunku kolorowego.
Według Modelu Standardowego (SM) większość tzw. procesów słabych jest spowodowana wymianą naładowanych bozonów W± lub wymianą neutralnego bozonu Z0, przy czym każdy z kwarków u, c, t może przejść z różnymi amplitudami prawdopodobieństwa w każdy z trzech kwarków d, s, b i odwrotnie. Zestaw tych 9 amplitud tworzy macierz Cabibbo-Kobayashiego-Maskawy.
Zapach przynależności do danej generacji jest zachowywany w oddziaływaniach silnych i elektromagnetycznych, nie jest natomiast zachowany w oddziaływaniach słabych. Oznacza to, że tylko w oddziaływaniach słabych może następować przejście między różnymi generacjami kwarków i leptonów.
Procesy słabe, zachodzące ze zmianą zapachu, są badane w akceleratorach, w celu testowania przewidywań Modelu Standardowego oraz jego rozszerzeń, jak na przykład Minimalny Supersymetryczny Model Standardowy (MSSM). Procesy te na ogół zachodzą poprzez tzw. poprawki radiacyjne. Badania te mogą dostarczyć informacji o oddziaływaniach kwarków i leptonów oraz bozonów przenoszących oddziaływania słabe z nowymi cząstkami, których istnienie przewidywane jest przez rozszerzenia Modelu Standardowego.

## Symetria zapachowa
Zgodnie z zasadami mechaniki kwantowej dwie identyczne cząstki można zamienić miejscami nie zmieniając przy tym danego zjawiska fizycznego. Istnieje inna symetria, związana z zamianą cząstek, różniących się zapachami: jeżeli wykonując transformację liniową funkcji pola opisujących dwie cząstki o różnych zapachach – transformację w ogólności z zespolonymi współczynnikami – otrzyma się funkcję, która także opisuje funkcje pola, odpowiadające jakimś cząstkom, to mówimy, że teoria posiadają symetrię zapachową ze względu na takie transformacje liniowe.
Np. w przypadku dwóch kwarków należących do tej samej generacji istnieje symetria zapachowa, którą można zapisać w postaci układu równań
{\displaystyle \left({u' \atop d'}\right)=M\left({u \atop d}\right),}
gdzie {\displaystyle u} oraz {\displaystyle d} są polami reprezentującymi tę samą generacje kwarków, {\displaystyle M} – macierz unitarna transformacji o wyznaczniku równym 1. Macierze takie tworzą specjalną grupę unitarną {\displaystyle SU(2),}, która jest grupą Liego. Analogicznie zapisuje się symetrię dla leptonów tej samej generacji.
W chromodynamice kwantowej zapach jest globalną symetrią, tj. jest zachowany. W oddziaływaniach słabych symetria jest złamana – istnieją procesy zmiany zapachu cząstek, np. rozpady kwarków czy oscylacje neutrin.